# Spektrum der Wissenschaft Verlagsgesellschaft
Die Spektrum der Wissenschaft Verlagsgesellschaft mit Sitz in Heidelberg ist ein zur Verlagsgruppe Springer Nature gehörender Verlag, der Zeitschriften zu verschiedenen, mehrheitlich naturwissenschaftlichen Themenbereichen veröffentlicht. Dazu gehören neben dem seit 1978 erscheinenden Magazin Spektrum der Wissenschaft die folgenden Heftreihen:
- Sterne und Weltraum (seit 2001)
- Gehirn&Geist (seit 2002)
- Astronomie heute (2003–2008)
- Abenteuer Archäologie (2004–2007)
- epoc (2008–2012)
- Spektrum neo (2011–2014)
- Spektrum Psychologie (seit 2019)[1]
- Spektrum Gesundheit (seit 2020)[2]
- Spektrum Geschichte (seit 2020)[3]

In der Buchreihe Spektrum-Bibliothek erschienen 37 Bände zwischen 1984 und 1993.
Reine Online-Publikationen sind die Wissenschaftswochenzeitung Spektrum.de – Die Woche und die Reihe Spektrum Kompakt, die Artikel aus Print und Online zu aktuellen Themengebieten bündelt (seit Ende 2016 erscheinen einige Ausgaben von Spektrum Kompakt auch gedruckt).
Der Verlag betreibt das Online-Wissenschaftsportal Spektrum.de (ehemals Wissenschaft-Online) und das wissenschaftliche Blogportal SciLogs, auf dem Wissenschaftler und Journalisten veröffentlichen. Zu den Autoren gehören unter anderem der Mathematiker Günter Ziegler, der Klimaforscher Stefan Rahmstorf, der Sprachwissenschaftler Anatol Stefanowitsch (bis 2012), der Religionswissenschaftler Michael Blume und der Paläontologe Reinhold Leinfelder.
2010 entwickelte der Verlag zusammen mit der Robert Bosch Stiftung die Exzellenz-Datenbank AcademiaNet.
Ein 1991 gegründeter und inzwischen verkaufter Ableger ist Spektrum Akademischer Verlag (SAV), der mit 700 überwiegend deutschsprachigen naturwissenschaftlichen Fachbüchern und drei Zeitschriften (etwa BIOSpektrum) 7 Mio. Euro umsetzt (Stand: 2006).
Der Verlag hieß vormals Spektrum der Wissenschaft mbH.